# Barbacena (Schiff)
Die Barbacena des Lloyd Brasileiro war eines seiner vielen Schiffe mit deutschem Ursprung. Sie war 1910 von der Hamburg-Bremer Afrika-Linie (HBAL) als ihr schnellstes Schiff unter dem Namen Gundrun in Dienst gestellt worden.
Das seit August 1914 in Brasilien aufliegende Schiff wurde, wie die anderen Schiffe der Mittelmächte im Juni 1917 von Brasilien auf Druck der Entente beschlagnahmt. Ab 1922 wurde es von der brasilianischen Reederei als Barbacena eingesetzt, die 1927 auch Eigentümer der ehemaligen Gundrun wurde.
Am 28. Juli 1942 wurde die Barbacena im Atlantik auf 13° 10′ 0″ N, 56° 0′ 0″ W von U 155 torpediert und versenkt. Es gab sechs Tote und 54 Überlebende.

## Geschichte des Schiffes
Am 8. Juni 1909 lief die Gundrun auf der Werft Joh. C. Tecklenborg in Geestemünde als erster von der Reederei bestellter Neubau für die Hamburg-Bremer Afrika-Linie mit der Baunummer 226 vom Stapel. Der 119,7 m lange und 15,9 m breite Neubau erhielt eine Vierfach-Expansionsmaschine von 3000 PS, die eine Geschwindigkeit bis zu 12 Knoten (kn) ermöglichte. Sie war damit größer und schneller als die zehn zuvor in Dienst genommenen Schiffe aus den Jahren 1903 bis 1906, die von der Menzell-Gruppe bestellt worden waren. Die zwischen 1547 und 3081 BRT großen Schiffe von vier Werften liefen alle nur 9 kn.
Die Gundrun kam allerdings erst am 21. Mai 1910 in Dienst. Damit wurde das Vorkriegs-Flaggschiff der HBAL, die 5401 BRT große, vom Bremer Vulkan 1909 gelieferte Answald vor ihr fertig, die das größte tatsächlich von der HBAL eingesetzte Schiff blieb, bis 1934 die Tübingen für die Bremer Afrika-Reederei registriert wurde. Unklar ist, warum die Gundrun so spät abgeliefert wurde und warum ein geordertes Schwesterschiff unter der Baunummer 227 nicht ausgeführt wurde. Die wie die meisten Schiffe der HBAL nur im Westafrika-Dienst eingesetzte Gundrun war 1914 das drittgrößte Schiff der Reederei.
Zu Beginn des Ersten Weltkrieges suchte die Gundrun Schutz im brasilianischen Hafen Recife, wo sie aufgelegt wurde. In diesem Hafen lagen auch die Walburg (3081 BRT, 1905) der HBAL und weitere elf auch im Passagierverkehr eingesetzte deutsche Schiffe, darunter die 12.350 BRT große Blücher der Hapag. Am 2. Juni 1917 wurde die Gundrun wie 44 andere deutsche und zwei österreichische Schiffe auf Druck der Entente von Brasilien beschlagnahmt. Mit dem Kriegseintritt Brasiliens am 26. Oktober 1917 gingen diese Schiffe in das Eigentum des brasilianischen Staates über.

### Einsatz unter fremden Flaggen
Allerdings konnte das Land diese Flotte nicht sofort in Fahrt bringen, zumal die Wartung in den Jahren des Aufliegens nicht ausreichend möglich war. Zudem hatten die deutschen Besatzungen in Erwartung einer Beschlagnahme zum Teil die Maschinen unbrauchbar gemacht. Das brasilianische Parlament genehmigte im Dezember 1917 die Vercharterung von 30 der beschlagnahmten Schiffe an Frankreich. Im Mai 1920 kam es zu einem Streit zwischen Brasilien und Frankreich, das sich weigerte 28 ehemals deutsche Schiffe nach Auslaufen des Chartervertrages zurückzugeben. Die in Barbacena nach einer Stadt im brasilianischen Bundesstaat Minas Gerais umbenannte Gundrun dürfte zu den verliehenen Schiffen gehört haben.
Ab 1922 wurde das Schiff von der brasilianischen Reederei Lloyd Brasileiro als Barbacena eingesetzt, die 1927 auch Eigentümer der ehemaligen Gundrun wurde. Sie war eines von insgesamt über 30 ehemals deutschen Schiffen in ihren Diensten. Bei Ausbruch des Zweiten Weltkriegs gehörte sie weiterhin zum Bestand der Reederei.

### Das Ende derBarbacena
In den frühen Morgenstunden des 28. Juli 1942 wurde die Barbacena im Atlantik 400 km östlich von Barbados von zwei Torpedos getroffen und versenkt. Der Dampfer wurde von U 155 angegriffen, das zuvor schon zwei Fehlschüsse abgegeben hatte und die mit einer 12-cm-Kanone bewaffnete Barbacena in der Nacht verfolgt hatte. Sie hatte Kaffee, Rizinus-Samen und Bohnen geladen und befand sich auf dem Weg von Santos über Trinidad nach New York. Die Überlebenden konnte in vier Booten das sinkende Schiff verlassen, von denen je eins von den britischen Frachtern Elmdale und San Fabian, sowie der argentinischen Tacito aufgenommen wurden. Das vierte Boot erreichte Tobago. Bei dieser 14. Versenkung eines brasilianischen Schiffes durch ein U-Boot der Achsenmächte gab es sechs Tote und 54 Überlebende.

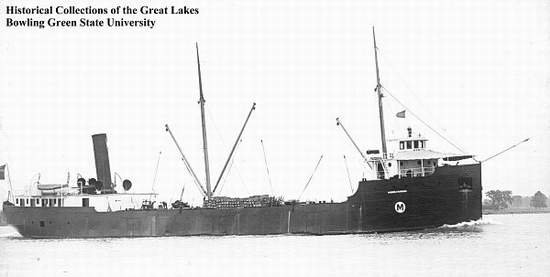
Der Tanker Piave

Die Barbacena war die erste Versenkung auf der dritten Feindfahrt des U-Bootes. Am Abend gelang ihm noch eine weitere Versenkung, als sie den ebenfalls brasilianischen Tanker Piave torpedierte und mit Artillerie 100 Seemeilen vor Barbados auf 12° 30′ N, 55° 49′ W versenkte.